# Animal Zoo
Animal Zoo è il primo singolo da interprete solista del cantante e chitarrista Richard Benson, pubblicato nel 1983 dall'etichetta discografica Mondial Laser.

## Il disco
Il disco è un singolo 12" a 45 giri composto da due tracce, ossia la prima e la seconda parte del brano omonimo. Animal Zoo è una canzone interamente elettronica e cantata in inglese: nella prima parte, Benson si presenta come un "educatore" che insegna i versi degli animali ad un gruppo di bambini, rappresentati da un coro che ripete le onomatopee ed accompagna Benson nel ritornello. La seconda parte riprende il tema musicale della prima in versione velocizzata ed è in gran parte strumentale: alle poche frasi di Benson si alternano i versi degli animali, ripetuti molte volte dal coro la cui voce è deformata elettronicamente. Gli arrangiamenti furono curati da Aldo Tamborrelli.
Nella carriera di Richard Benson Animal Zoo fu una tappa intermedia che, partendo dal rock progressivo degli esordi (Buon vecchio Charlie, 1971), lo avrebbe portato a sonorità più metal (Metal Attack, 1987) e rock strumentale (Madre tortura, 1999) per le quali è maggiormente conosciuto. Questo tentativo dell'artista italo-inglese di inserirsi nel panorama italo-disco non ebbe il successo sperato e lo stesso Benson non ha più riproposto il singolo nei suoi concerti svoltisi dagli anni novanta in poi.
Nel 1984 Benson realizzò una seconda versione del brano, ottenuta condensando la prima parte del disco 12" con leggere differenze, della durata di 3:10. Questa traccia venne inserita nella colonna sonora del film In punta di piedi e poi, assieme gli altri brani presenti nella pellicola, inclusa in una compilation prodotta dalla Creazioni Artistiche Musicali e distribuita dalla Panarecord nello stesso 1984. In un'intervista Richard Benson ha affermato che il brano fu inserito anche in un altro film, che lui vide per caso su Rai 3, di cui però non ricordava più il titolo. Animal Zoo è inoltre presente ne L'inceneritore, film del 1984 di Pier Francesco Boscaro dagli Ambrosi, per cui Benson ha composto la colonna sonora oltre a partecipare come attore.
Nel 2009 Animal Zoo è stata inserita nella compilation Boogie Down Box-Set, raccolta di musica rock ed elettronica degli anni Ottanta pubblicata dal DJ e produttore discografico danese Flemming Dalum, in una versione in parte remixata e contaminata dalle altre tracce presenti. Nel 2017 il brano è comparso inoltre nel CD Lost Treasures of Italo-Disco 4, prodotto sempre da Dalum e da Filippo Bachini e pubblicato in Australia dalla Mothball Records.
Per diversi anni il brano è stato disponibile solo nella versione abbreviata del 1984 e in quella inclusa in Boogie Down Box-Set, mentre il vinile originale 12" era molto raro, al pari dell'altro singolo pubblicato all'epoca da Benson, Renegade. Solo a novembre 2018 un utente di YouTube, dopo aver ottenuto una copia del disco, ha pubblicato un video in cui è possibile ascoltare finalmente entrambi i lati del vinile esteso e nel 2020 viene finalmente caricata su Youtube una versione del vinile completo revisionata in alta qualità.

## Tracce
1. Animal Zoo (1ª Parte) – 6:57
2. Animal Zoo (2ª Parte) – 7:09

Durata totale: 14:06

## Formazione
- Richard Benson - (voce)
- Aldo Tamborrelli - (arrangiamento)
- Paolo Dossena - (produzione)